# جولیان روداس (دوچرخه‌سوار)
جولیان آندرس روداس رامیرز (زادهٔ ۲ ژانویه ۱۹۸۲ در پریرا) دوچرخه‌سوار حرفه‌ای کلمبیایی است.